# Elaeocarpus marginatus
Elaeocarpus marginatus är en tvåhjärtbladig växtart som beskrevs av Otto Stapf och Weibel. Elaeocarpus marginatus ingår i släktet Elaeocarpus och familjen Elaeocarpaceae. Inga underarter finns listade i Catalogue of Life.